# Sumit Ranjan Das
Sumit Ranjan Das (Calcuta, 11 de diciembre de 1955) es un físico indio radicado en Estados Unidos conocido por su investigación sobre la teoría de cuerdas. Se desempeña como profesor en la Universidad de Kentucky. Es miembro electo de la Academia de Ciencias de la India. El Consejo de Investigación Científica e Industrial, la agencia principal del Gobierno de la India para la investigación científica, le otorgó el Premio Shanti Swarup Bhatnagar de Ciencia y Tecnología, uno de los premios científicos más importantes de la India, por sus contribuciones a las ciencias físicas en 1998.

## Biografía

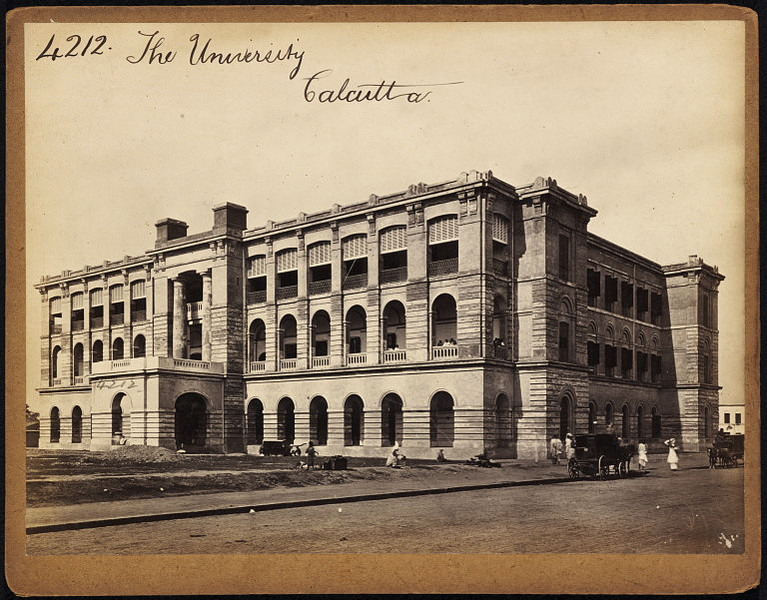
Universidad de Calcuta: una foto de Francis Frith.

Nacido el 11 de diciembre de 1955 en Calcuta, Bengala Occidental, realizó sus primeros estudios en la Escuela South Point y obtuvo su título de posgrado en el Presidency College y su maestría en la Facultad de Ciencias de la Universidad de Calcuta. Se mudó a Estados Unidos donde se matriculó en la Universidad de Chicago para realizar sus estudios de doctorado y, después de obtener un doctorado en 1983, realizó sus estudios posdoctorales en el Fermilab y el Instituto de Tecnología de California. A su regreso a India en 1987, se unió al Instituto Tata de Investigación Fundamental, donde se desempeñó como miembro del cuerpo docente hasta 2001. Posteriormente, regresó a Estados Unidos y se unió al Departamento de Física y Astronomía de la Facultad de Artes y Ciencias de la Universidad de Kentucky, donde ocupa el puesto de Profesor Jack y Linda Gill. Fue asociado senior en el Instituto Kavli de Física y Matemáticas del Universo durante 2009-2010 y profesor invitado en el Instituto Yukawa de Física Teórica de la Universidad de Kioto durante 2014 y ha ocupado puestos visitantes en varias universidades de Estados Unidos.

### Legado
El foco principal de su investigación es la teoría de cuerdas y la teoría cuántica de campos. Su trabajo sobre cuerdas bidimensionales es el ejemplo más antiguo de principio holográfico. Su trabajo sobre los agujeros negros en la teoría de cuerdas ayudó a resolver la paradoja de la información con respecto a los agujeros negros.

## Premios y honores
Obtuvo medalla de oro tanto en sus exámenes de posgrado como en sus exámenes de maestría. El Consejo de Investigación Científica e Industrial le otorgó el Premio Shanti Swarup Bhatnagar, uno de los premios científicos más importantes de India en 1998. La Academia de Ciencias de la India lo eligió miembro ese mismo año.

## Publicaciones seleccionadas
- Sumit R. Das; Antal Jevicki (1990). «String Field Theory and Physical Interpretation of D=1 String». Modern Physics Letters A 5 (28): 1639-1650. Bibcode:2005MPLA...20.2101D. doi:10.1142/S0217732390001888.
- Sumit R.Das; Samir D. Mathur (1996). «Comparing decay rates for black holes and D-branes». Nuclear Physics B. B478 (3): 561-576. Bibcode:1996NuPhB.478..561D. arXiv:hep-th/9606185. doi:10.1016/0550-3213(96)00453-1.
- Sumit Das (2007). «Holography and cosmological singularities». International Journal of Modern Physics A 22 (31): 5638-5655. Bibcode:2007IJMPA..22.5638D. arXiv:0706.4188. doi:10.1142/S0217751X0703889X.
- Adel Awad; Sumit Das; K. Narayan; Sandip Trivedi (2008). «Gauge theory duals of cosmological backgrounds and their energy momentum tensors». Physical Review D 77 (4): 046008. Bibcode:2008PhRvD..77d6008A. arXiv:0711.2994. doi:10.1103/PhysRevD.77.046008.
- Sumit Das; Gautam Mandal (2009). «Microstate dependence of scattering from the D1-D5 system». Journal of High Energy Physics 2009 (4): 036. Bibcode:2009JHEP...04..036D. arXiv:0812.1358. doi:10.1088/1126-6708/2009/04/036.

## Otras lecturas
- Sumit Ranjan Das (2002). «Einstein's Miraculous Year - Book review». Current Science 83 (4): 510. Consultado el 17 de octubre de 2017.